# كيتانا بيكر
كيتانا بيكر (بالإنجليزية: Kitana Baker)‏ (ولدت كريستي ميشيل جوسينهانز; 15 يوليو 1977) عارضة أزياء وممثلة أمريكية، غالب عرفت بظهورها في أدوار ثانوية في عدة أعمال سينمائية وتلفزيونية، ظهرت في عروض دبليو دبليو إي بي-بير-فيو المشفرة في عرض دون غفران عام 2002، وعرض راسلمينيا 19.

## مهنياً
عرفت بيكر لأول مرة بظهورها في مسابقة « فتاة في البيت المجاور» المسابقة التي كتبها  بلاي بوي ،

## فيلموغرافيا
- 2002: أوتو فوكوس (فيلم)
- 2002: الملك العقرب في دور امرأة بربرية
- 2003: أي شيء للحب (برنامج تلفزيوني)
- 2003: ويندي سيتي هيت (برنامج تلفزيوني)
- 2004: حادث في لوخ نيس (فيلم)
- 2005: بوسطن ليجال (برنامج تلفزيوني)

## وصلات خارجية
- كيتانا بيكر على موقع IMDb (الإنجليزية)
- كيتانا بيكر على موقع قاعدة بيانات الفيلم (الإنجليزية)